# ATC kód D08
ATC kód D08 Antiseptika a dezinficiencia je hlavní terapeutická skupina anatomické skupiny D. Dermatologika.

## D08A Antiseptika a dezinficiencia

### D08AB Léčiva obsahující hliník
D08AB Přípravky s hliníkem

### D08AC Biguanidy a amidiny
D08AC52 Přípravky s chlorhexidinem, kombinace

### D08AD Přípravky obsahující kyselinu boritou
D08AD Přípravky s kyselinou  boritou

### D08AG Jodové přípravky
D08AG02 Polyvidon-jód

### D08AH Chinolinové deriváty
D08AH	Chinolinové deriváty

### D08AJ Kvarterní amoniové sloučeniny
D08AJ Kvarterní amoniové sloučeniny

### D08AX Jiná antiseptika a dezinficiencia
D08AX01 Peroxid vodíku

## Poznámka
- Registrované léčivé přípravky na území České republiky.
- Informační zdroj: Státní ústav pro kontrolu léčiv, Všeobecná zdravotní pojišťovna.